# GRB 170817A
GRB 170817A és un esclat de raigs gamma (gammy-ray burst o GRB en anglès) detectat pel telescopi de raigs gamma Fermi de la NASA el 17 d'agost de 2017. Està associat amb el transitori visual SSS17a a la galàxia NGC 4993 i l'ona gravitacional GW170817.

## Detecció
L'esdeveniment d'ones gravitacionals GW170817 està associat amb GRB 170817A, com a resultat de la fusió de dues estrelles de neutrons a la galàxia NGC 4993, uns 40 Megaparsecs (130 milions d'anys llum) a la constel·lació de la Hidra. Aquesta esdeveniment d'ona gravitacional, el cinquè d'aquest tipus detectat és el més proper detectat fins al moment.